# Орбіта-ЗНУ-ЗОДЮСШ
«Орбіта» — один із найтитулованіших і відомих клубів в українському жіночому волейболі. Володар і фіналіст європейського кубка ЄКВ. Чемпіон і володар кубка України. Дворазовий володар Кубка СРСР. «Орбіта» була створена у 1972 році.

## Історія
З 1972 по 1995 роки до перемог команду вів її головний тренер, відомий в волейбольних колах фахівець Володимир Бузаєв. У різні часи «Орбіту» тренували Сергій Попов, Віктор Перебийніс, Гарій Єгіазаров, Ірина Комісарова.
Головна спортивна новина липня 1985 року — перемога запорізької «Орбіти» у розіграші Кубка СРСР із волейболу серед жінок. У фінальному турнірі, який приймав спорткомплекс «Стріла» у Запоріжжі, волейболістки зазнали лише однієї поразки у 10 зустрічах та й то вже після того, як оформили перемогу у змаганнях. Першою підняла трофей над головою капітан запорізької команди майстер спорту Любов Букіна. Разом із досвідченою волейболісткою перемогу розділили: Тетяна Носач, Інна Колесник, Тетяна Солос, Вітана Мілішкевич, Тетяна Шевчук, Галина Штанько, Олена Шабовта, Вікторія Дамінська, Ірина Вчорашня, Людмила Браженко, Вікторія Бубенцова. До першого гучного успіху запорізьку «Орбіту» привів заслужений тренер УРСР Володимир Бузаєв. За три роки під його керівництвом запорізькі волейболістки здобули ще один Кубок СРСР.
У 1990 році Володимир Бузаєв привів «Орбіту» до найбільшого в її історії трофея — Кубку ЄКВ.

## Досягнення

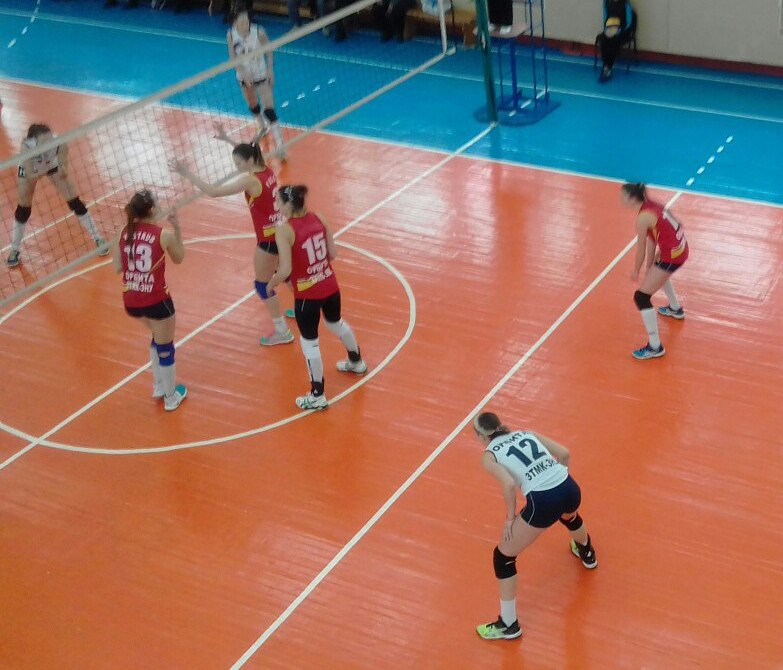
«Орбіта-ЗТМК-ЗНУ» в матчі проти «Педуніверситету-ШВСМ». Чернігів. 18.02.2017

### Кубок ЄКВ
- Кубок Європейської конфедерації волейболу
  -  Володар (1) CEV — 1990
  -  Фіналіст (1) CEV — 1995
  - 1/8 фіналу (1) CEV — 2014
  - 1/8 фіналу (1) CEV — 2015

### Радянський період
- Чемпіонат СРСР
  -  Бронзовий призер (1) — 1989
- Кубок СРСР
  -  Володар (2) — 1985, 1988
- Чемпіонат УРСР
  -  Чемпіон (4) — 1983, 1987, 1989, 1990
  -  Срібний призер (3) — 1984, 1986, 1991
  -  Бронзовий призер (1) — 1985
- Кубок УРСР
  -  Володар (9) — 1978, 1984, 1985, 1986, 1987, 1988, 1989, 1990, 1991

### Чемпіонат України
- Чемпіонат України
  -  Чемпіон (1) — 1993
  -  Срібний призер (7) — 1992, 1994, 1998, 2003, 2004, 2013, 2016[3]
  -  Бронзовий призер (4) — 1996, 2002, 2007, 2014

### Кубок України
- Кубок України
  -  Володар (1) — 1993
  -  Бронзовий призер (3) — 2006, 2013, 2022

## Склад
Сезон 2021/2022 (Суперліга):
| Номер | Прізвище, ім'я        | Позиція               | Зріст | Рік народження | Висота атаки | Висота блоку |
| ----- | --------------------- | --------------------- | ----- | -------------- | ------------ | ------------ |
| 1     | Петриченко Анастасія  | Догравальний          | 187   | 1997           | 290          | 275          |
| 2     | Лучко Лідія           | Центральний блокуючий | 183   | 1986           | 300          | 280          |
| 3     | Бурзак Поліна         | Діагональний          | 180   | 1996           | 280          | 265          |
| 4     | Аліка Луценко         | Ліберо                | 170   | 2003           | 255          | 235          |
| 5     | Луханіна Наталія      | Діагональний          | 182   | 1995           | 290          | 270          |
| 7     | Парфьонова Станіслава | Пасуючий              | 181   | 1998           | 280          | 260          |
| 8     | Ніколайчук Вікторія   | Ліберо                | 175   | 2000           | 260          | 245          |
| 9     | Дорогань Валерія      | Догравальний          | 185   | 2004           | 290          | 275          |
| 12    | Міщенко Марина        | Діагональний          | 185   | 2005           | 280          | 265          |
| 14    | Ксенія Пугач          | Центральний блокуючий | 182   | 1998           | 300          | 280          |
| 15    | Катерина Гужва        | Пасуючий              | 175   | 2002           | 270          | 250          |
| 16    | Горб Вікторія         | Центральний блокуючий | 185   | 2003           | 285          | 270          |
| 17    | Вікторія Савченко     | Догравальний          | 185   | 1995           | 290          | 270          |

Тренерський штаб
- Головний тренер — Гарій Єгіазаров
- Тренер — Юлія Богмацер
- Тренер — Сергій Попов
- Масажист — Олексій Шимшит